# Три балбеса встречают Геркулеса
«Три балбеса встречают Геркулеса» (англ. The Three Stooges Meet Hercules) — американский комедийный фэнтезийный фильм 1962 года, снятый режиссёром Эдвардом Берндсом. Третий фильм с участием трёх балбесов, вышедший после их популярности в 1959 году. К этому времени трио состояло из актёров — Мо Ховарда, Ларри Файна и Джо Дериты.

## Сюжет
Действие происходит в Итаке. Три чудака — Мо, Ларри и Кучерявый Джо вместе с красавицей Дианой работают в аптеке Димсала. По соседству с аптекой жил изобретатель — неудачник Скайлер Дэвис. Ральф Димсал ухаживал за красавицей Дианой, у которой был роман со Скайлером Дэвисом. У Скайлера могут разладиться отношения с Дианой из-за того, что он не может привести в действие свой проект по созданию машины времени, над которой он трудился последнее время. В отсутствие Скайлера Мо, Ларри и Кучерявый Джо приводят в действие машину времени и вместе с появившимися в квартире Скайлером и Дианой отправляются в прошлое. Держась за крутящуюся машину времени, они попадают в древнегреческую Итаку в эпоху правления царя Одия, где их ждут удивительные приключения…

## В ролях
- Мо Ховард — Мо
- Ларри Файн — Ларри
- Джо Дерита — Кучерявый Джо
- Куинн Редекер — Скайлер Дэвис
- Вики Трикетт — Диана Куигли
- Джордж Н. Нейз — Ральф Димсал / царь Одиус
- Самсон Бурк — Геркулес
- Эмил Стика — пастух / официант
- Хэл Смит — Тесей Родосский
- Марлин Маккивер — Аякс (сиамский циклоп)
- Майкл Маккивер — Арго (сиамский циклоп)
- Джон Клифф — Улисс
- Льюис Чарльз — Ахиллесова пята
- Барбара Хайнс — Анита
- Терри Хантингдон — Гекуба
- Диана Пайпер — Елена

## Съёмочная группа
- Режиссёр: Эдвард Берндс
- Продюсер: Норман Маурер
- Сценаристы: Элвуд Уллман, Норман Маурер
- Оператор: Скотти Уэлборн
- Композитор: Пол Данлэп